# Ampelophaga khasiana
Ampelophaga khasiana är en fjärilsart som beskrevs av Rothschild 1895. Ampelophaga khasiana ingår i släktet Ampelophaga och familjen svärmare. Inga underarter finns listade i Catalogue of Life.